# Katai
Katai es una  ciudad censal situada en el distrito de Thane en el estado de Maharashtra (India). Su población es de 12898 habitantes (2011). Se encuentra a 10 km de Thane y a 49 km de Bombay, de cuya área metropolitana forma parte.

## Demografía
Según el censo de 2011 la población de Katai era de 12898 habitantes, de los cuales 9403 eran hombres y 3495 eran mujeres. Katai tiene una tasa media de alfabetización del 77,11%, inferior a la media estatal del 82,34%: la alfabetización masculina es del 81,71%, y la alfabetización femenina del 63,26%.